# Église Saint-Pierre-et-Saint-Paul de Dobrić
Pour les articles homonymes, voir Église Saint-Pierre-et-Saint-Paul.
L'église Saint-Pierre-et-Saint-Paul de Dobrić (en serbe cyrillique : Црква Светих Петра и Павла у Добрићу ; en serbe latin : Crkva Svetih Petra i Pavla u Dobriću) est une église orthodoxe serbe serbe située à Dobrić, sur le territoire de la ville de Šabac et dans le district de Mačva, en Serbie. Elle est inscrite sur la liste des monuments culturels protégés de la république de Serbie (no SK 741),.

## Présentation
L'église a été construite en 1827, à l'emplacement d'une ancienne église en bois incendiée par les Ottomans en 1815.
Elle se présente comme une transposition en pierres de l'ancienne église en bois. Elle est ainsi constituée de deux éléments demi-circulaires situés aux deux extrémités de la nef, celui de l'abside et celui de l'entrée occidentale qui est formée d'un porche à demi fermé, avec de hautes plinthes supportant des colonnes cintrées. Les façades sont rythmées verticalement par des pilastres et, horizontalement, par des corniches ; cette décoration fait de l'église Saint-Pierre-et-Saint-Paul un cas unique dans la période de transition architecturale où elle a été construite. Le toit en tuiles, avec ses pans massifs et très raides, rappelle qu'il était autrefois recouvert de bois.

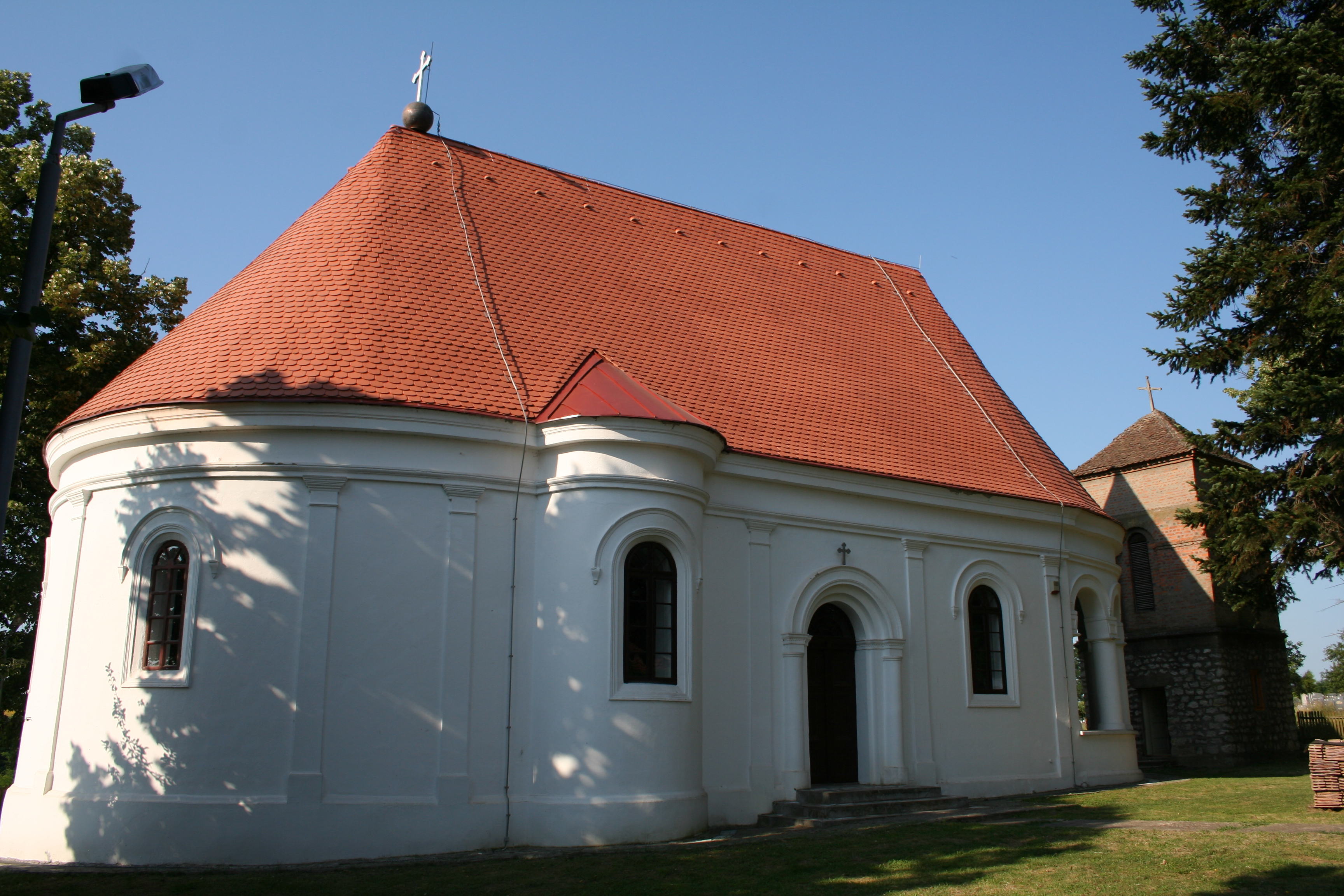
Autre vue de l'église avec le chevet et le toit
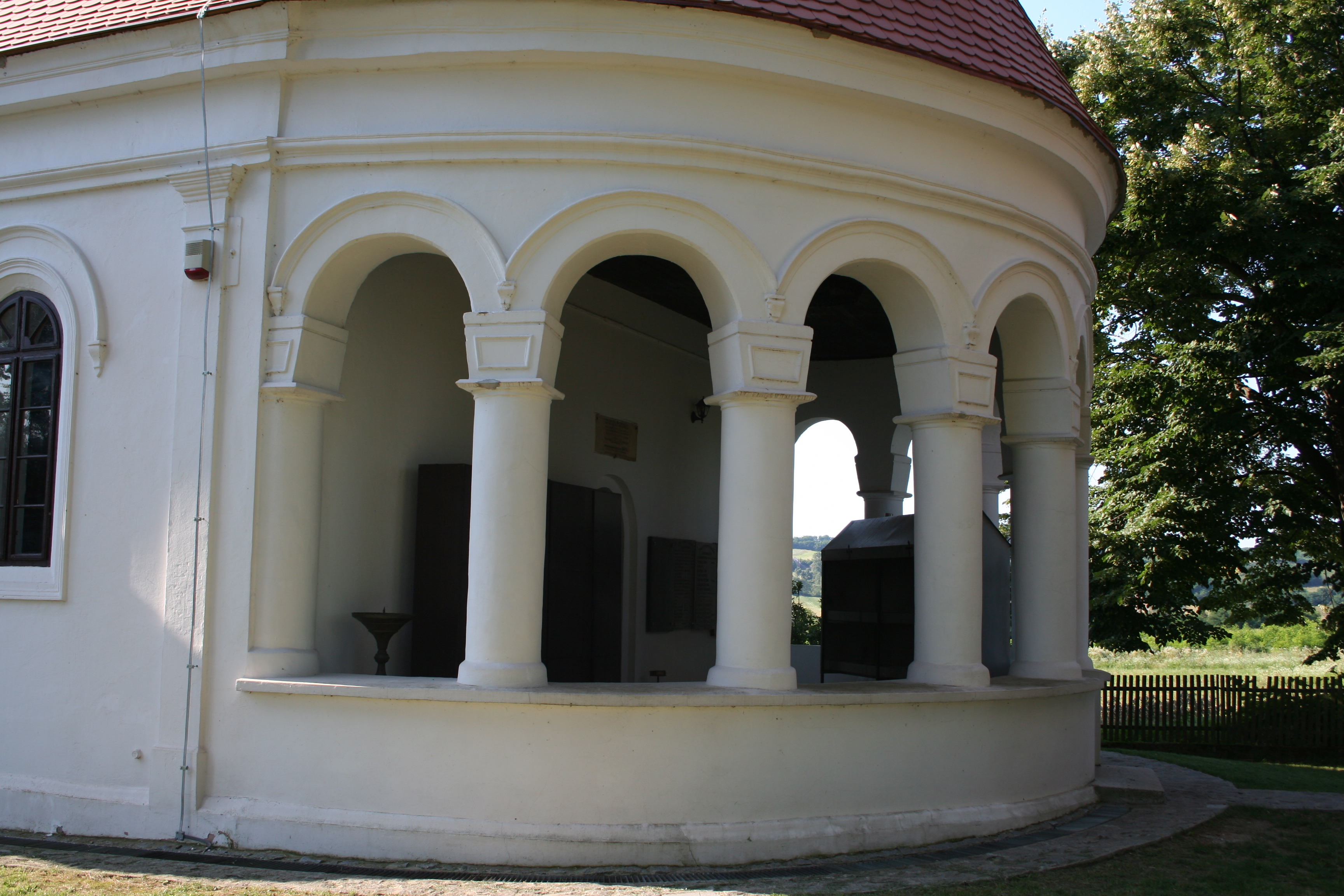
Le porche occidental
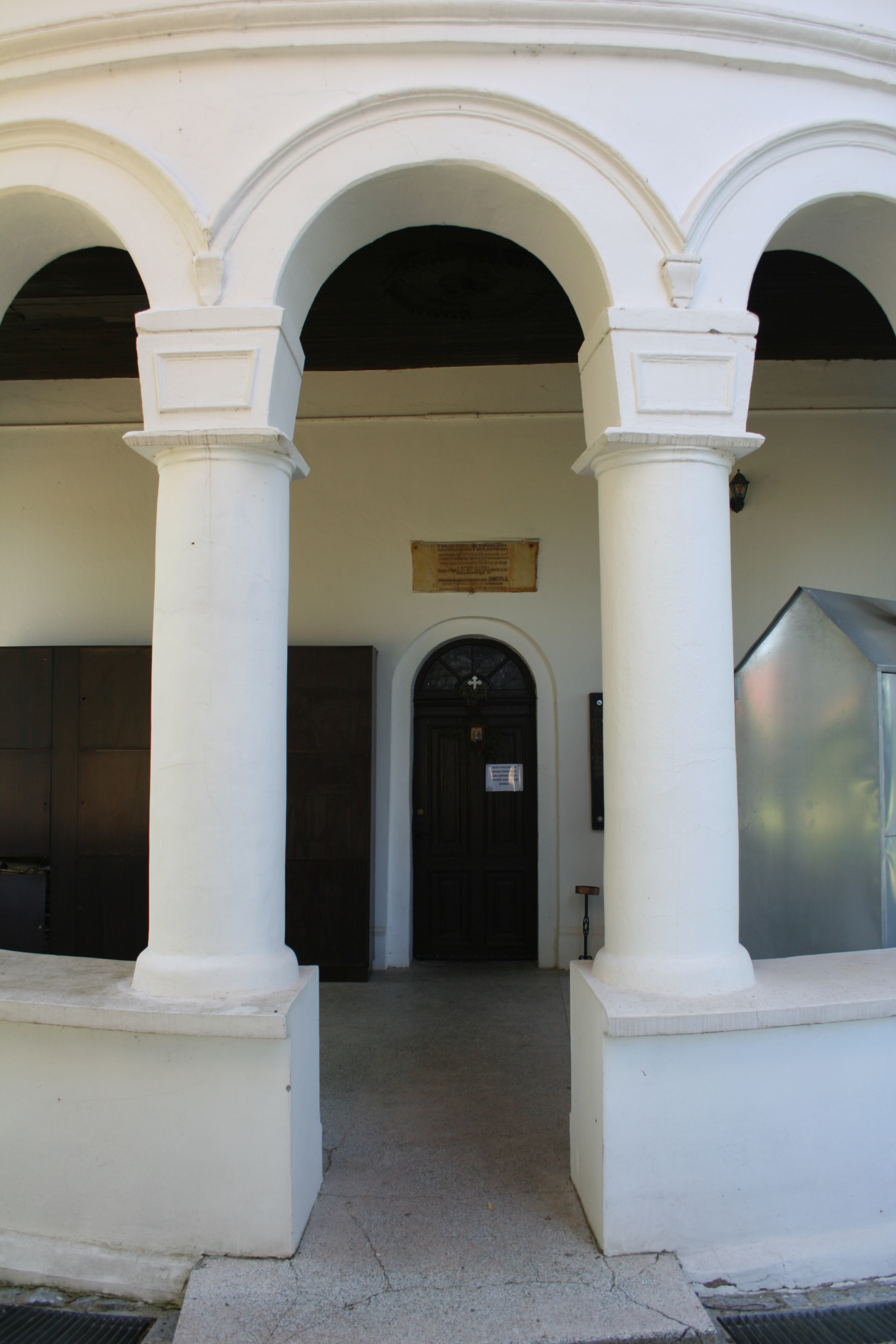
Détail du porche occidental

L'intérieur de l'église rappelle aussi l'influence des églises en bois, avec une barrière séparant le narthex et la nef par une série de piliers et d'arcades en bois.